# پائول مای
پائول مای (آلمانی: Paul May; ۸ مهٔ ۱۹۰۹ – ۲۵ فوریهٔ ۱۹۷۶) کارگردان فیلم و تدوین‌گر اهل آلمان بود.